# Arrondissement de Tournai
L’arrondissement de Tournai est un ancien arrondissement français du département de Jemmapes créé le 17 février 1800 et supprimé le 11 avril 1814.

## Composition
Il comprenait les cantons d’Antoing, d’Ath, de Celles, d’Ellezelles, de Frasnes-lez-Anvaing, de Lessines, de Leuze-en-Hainaut, de Péruwelz, de Quevaucamps, de Templeuve et Tournai (deux cantons).